# Anonidium mannii
Espèce
Anonidium mannii (Oliv.), ou encore Uvaria crassipetala (Engl. & Diels), est une espèce de plantes à fleurs de la famille des Annonaceae. C'est un arbre fruitier que l’on retrouve en Afrique tropicale, telles qu'au Ghana, dans le sud du Gabon, à l’est de la République démocratique du Congo, ou encore au Cameroun. L’aspect de son fruit est semblable à celui d’un corossol sauvage. Ses noms vernaculaires sont : Ebom, Junglesop, Asumpa, Bombi, Angusto, Tahu, Bobo, Ebambu.

## Description
Cet arbre peut atteindre une hauteur variant entre 10 et 30 m. Son tronc oscille entre 40 et 80 cm de diamètre. Poussant à l’état sauvage, on en récolte le fruit qui est comestible, mais cette plante est aussi utilisée dans la médecine traditionnelle locale.
On retrouve cette plante dans la jungle, dans des régions adjacentes à la savane sur des sols argileux avec de l’humus. Dans les forêts tropicales denses et de basse terre, cet arbre est plutôt petit.

## Utilité
Le fruit est comestible avec un goût allant du sucré à aigre et une taille allant de 25-50 cm x 20-30 cm. Il peut peser jusqu’à 7 kilos.
À des fins médicinales, une décoction de l’écorce permet de traiter les maladies gastro-intestinales, les diarrhées dysentériformes, les troubles ovariens et parfois la toux. La poudre de l’écorce est administrée aux épileptiques ou aux personnes souffrant de vertiges. La poudre de l’écorce est appliquée par voie externe sur les blessures, les morsures de serpent et sur les bubons pour les faire arriver à maturité. Les restes de l’écorce sont passées au dessus du feu et enveloppées dans une feuille de Marantacea pour être utilisées comme un cataplasme lors de douleurs frénétiques, œdèmes et rhumatismes. On peut aussi les mettre dans de l’eau bouillante et l’utiliser sous la forme d’un bain de vapeur. Lorsqu’ils sont macérés, les bouts d’écorce peuvent être administrés au travers d’un énéma afin de traiter les coliques.
La présence d’alcaloïdes est confirmée dans les feuilles, écorces et racines d’Anonidium mannii.
Ces fruits sont consommés par les bochimans.